# Unità enzimatica
L'unità enzimatica (U, nota anche come Unità internazionale di attività enzimatica) è un'unità di misura della quantità di un particolare enzima.
Una U viene definita come la quantità di un enzima che catalizza la conversione di 1 micro mole di substrato in un minuto alla temperatura di 25 °C e ai valori di pH e di concentrazione di substrato tali da sviluppare la massima velocità di conversione del substrato stesso; per alcuni enzimi questa definizione non è appropriata per cui l'unità deve essere definita in altro modo.
L'unità enzimatica è stata adottata dall'International Union of Biochemistry and Molecular Biology nel 1964. Poiché il minuto non è un'unità del SI, il suo uso è stato scoraggiato in favore del katal, unità raccomandata dalla Conférence générale des poids et mesures nel 1978 e adottata a partire dal 1999.
Un katal è la quantità di un enzima che converte 1 mole di substrato in un secondo, quindi:
- 1 U = 1/60 micro katal = 16,67 nano katal
- 1 katal = 60 MU = 6 × 107 U

L'unità enzimatica non va confusa con l'unità internazionale (UI), una misura per quantificare alcune sostanze biologicamente attive.